# (4138) Kalchas
(4138) Kalchas (1973 SM) – planetoida z grupy trojańczyków okrążająca Słońce w ciągu 11,7 lat w średniej odległości 5,15 j.a. Odkryta 19 września 1973 roku.